# ناحیه اولوویسکا
ناحیه اولوویِسْکا یک بخش فرعی از اوستروبوتنیای شمالی و یکی از ناحیه‌ها در فنلاند از سال ۲۰۰۹ است.

## شهرداری‌ها
| نشان ملی           | شهرداری             |
| ------------------ | ------------------- |
| Alavieskan vaakuna | اولوویسکا (شهرداری) |
| Kalajoen vaakuna   | کالایوکی (شهر)      |
| Merijärven vaakuna | مری‌یروی (شهرداری)   |
| Oulaisten vaakuna  | اولاینن (شهر)       |
| Sievin vaakuna     | سیوی (شهرداری)      |
| Ylivieskan vaakuna | اولوویسکا (شهر)     |